# Glen Canyon National Recreation Area

La Glen Canyon National Recreation Area, dite GCNRA (Zone récréative nationale de Glen Canyon en français) est une zone récréative et de protection de la nature localisée à la frontière entre les États de l'Utah et de l'Arizona. La zone a été établie en 1972 en vue d'offrir des loisirs aux visiteurs tout en protégeant les richesses naturelles, scientifiques et historiques de la région.

## Description
La zone couvre une superficie de 5 076,5 km2 d'une région généralement semi désertique. La zone est coincée entre le parc national de Capitol Reef, le parc national des Canyonlands, le monument national de Grand Staircase-Escalante et le parc national du Grand Canyon. La zone est aussi baignée par le lac Powell qui est né de la construction en 1966 du barrage de Glen Canyon.

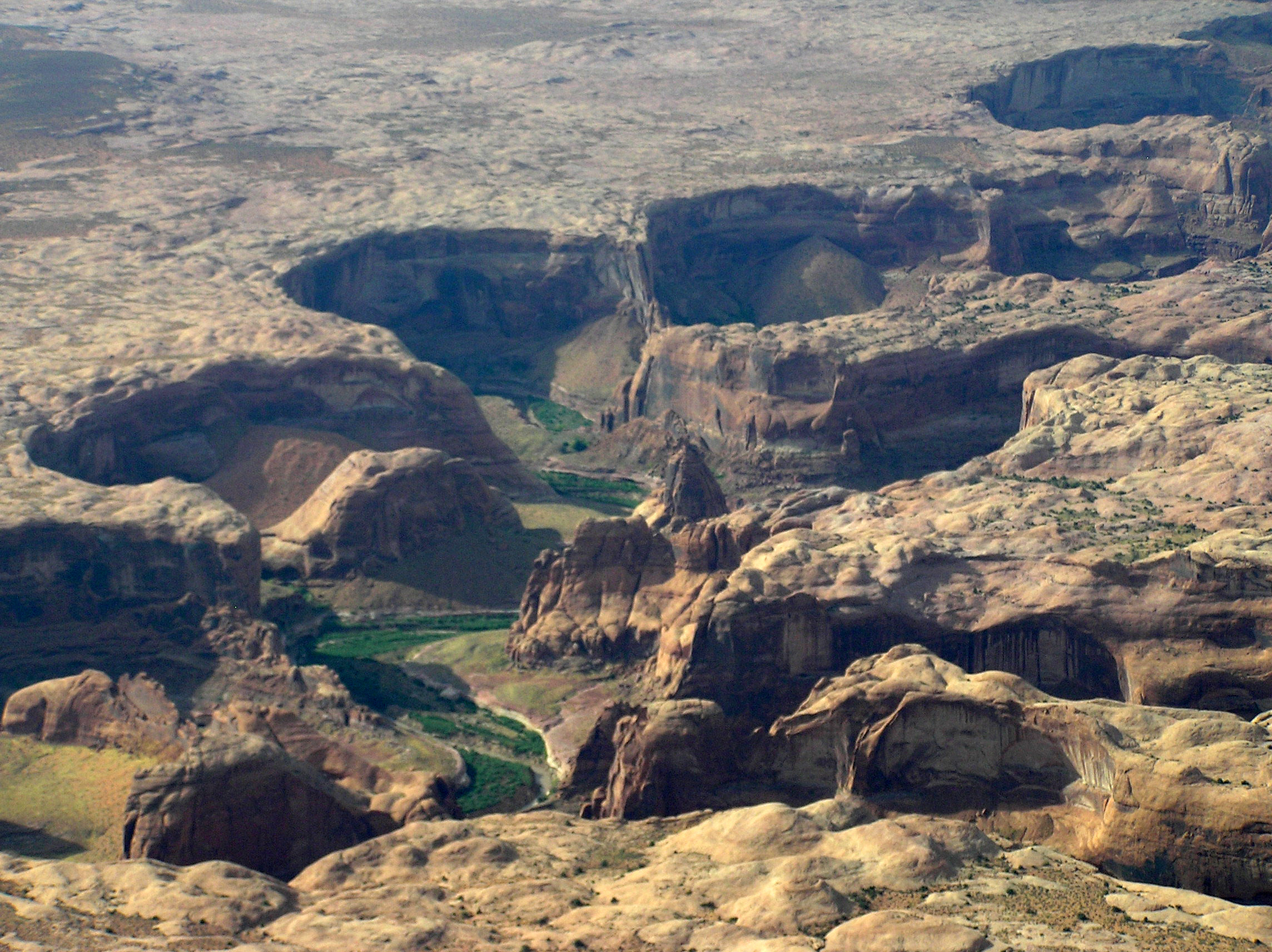
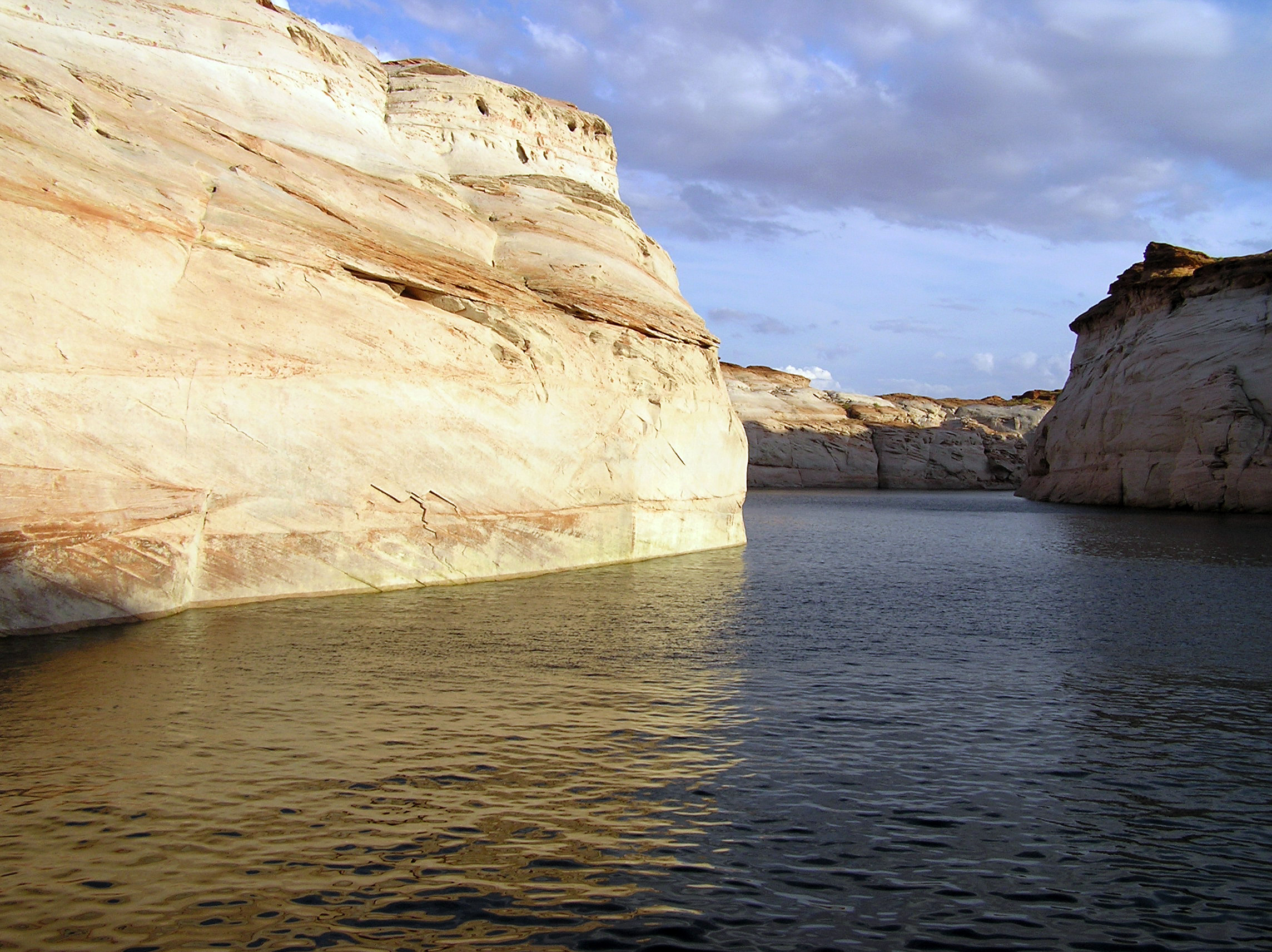
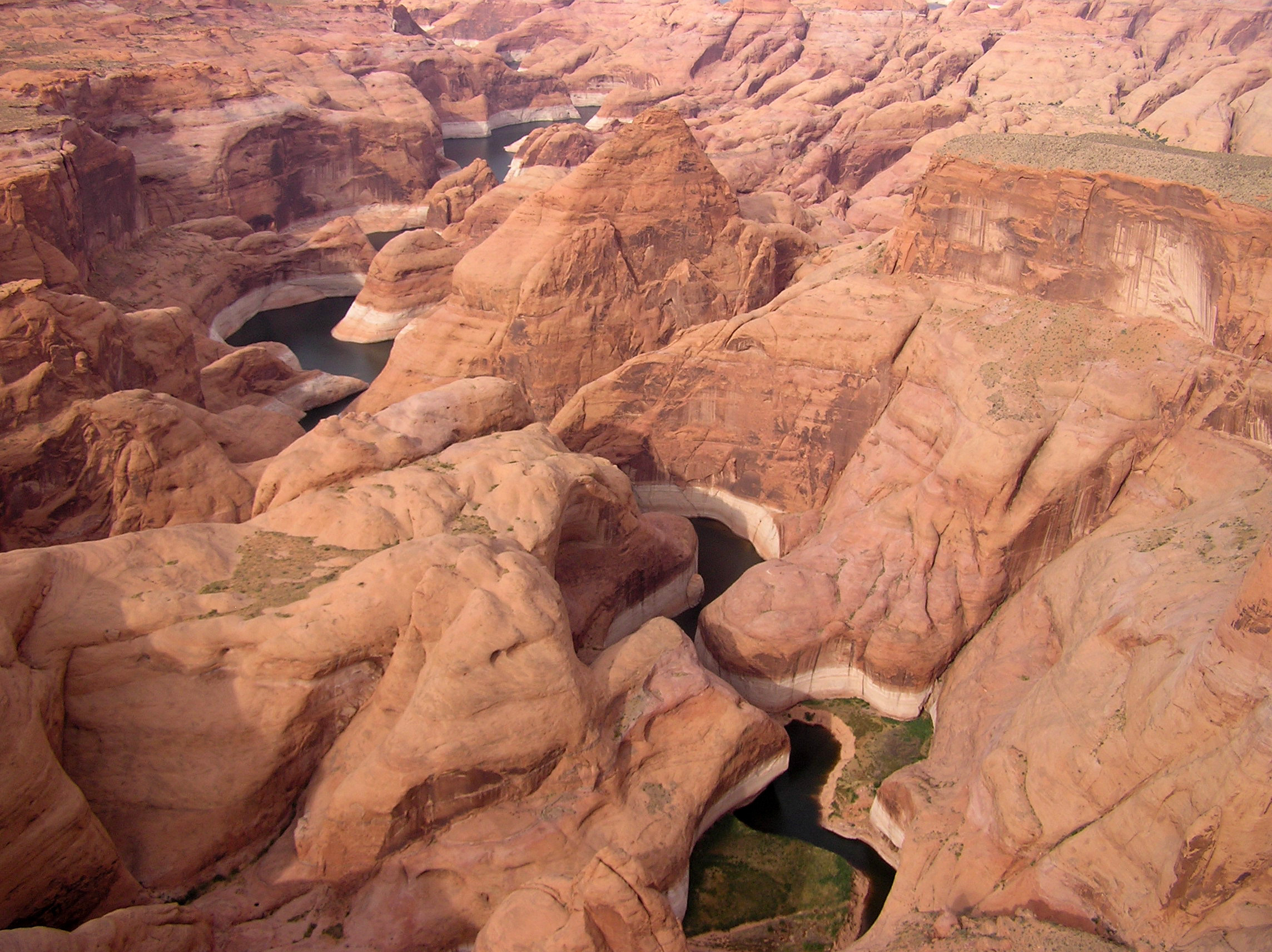
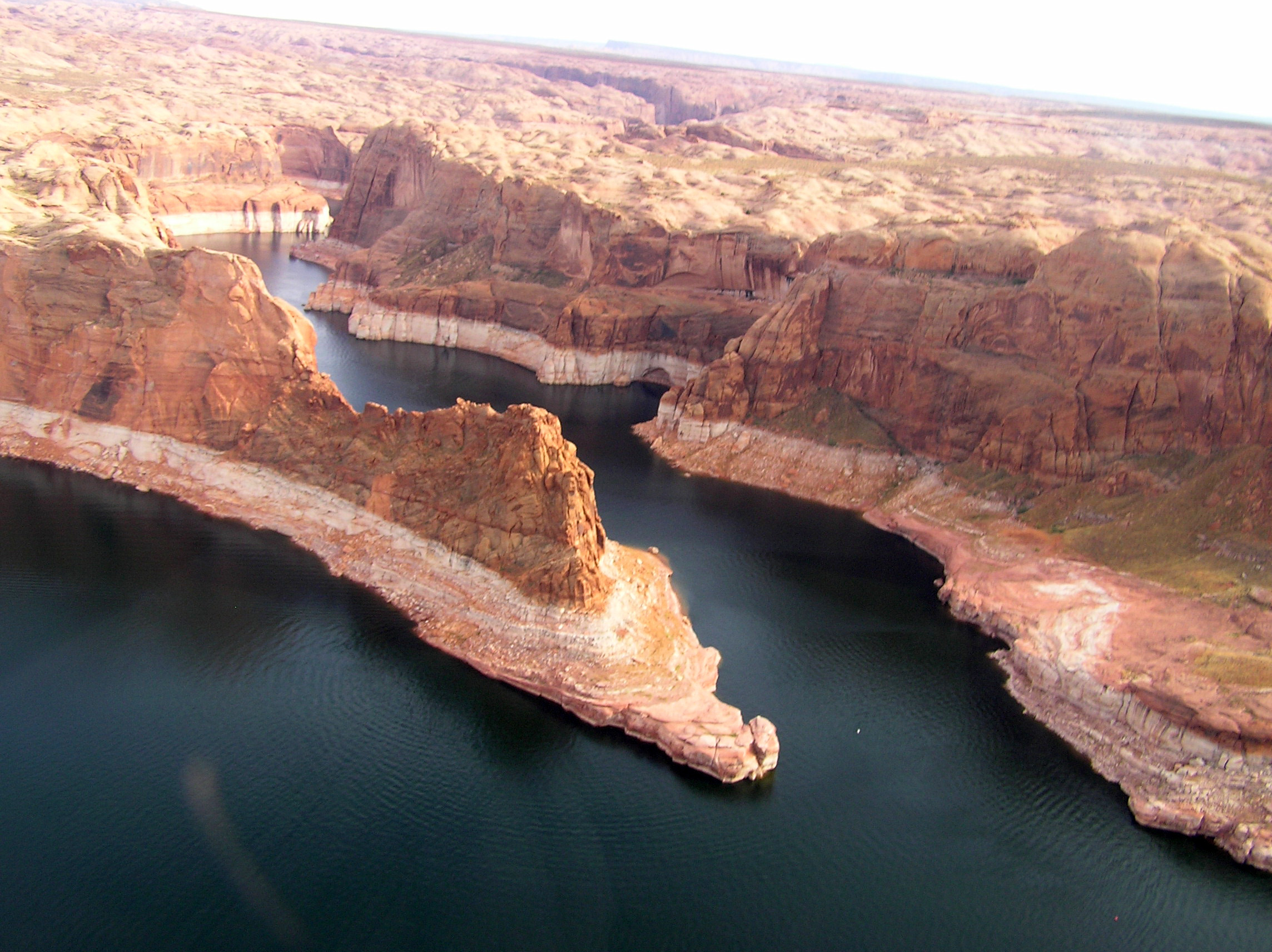
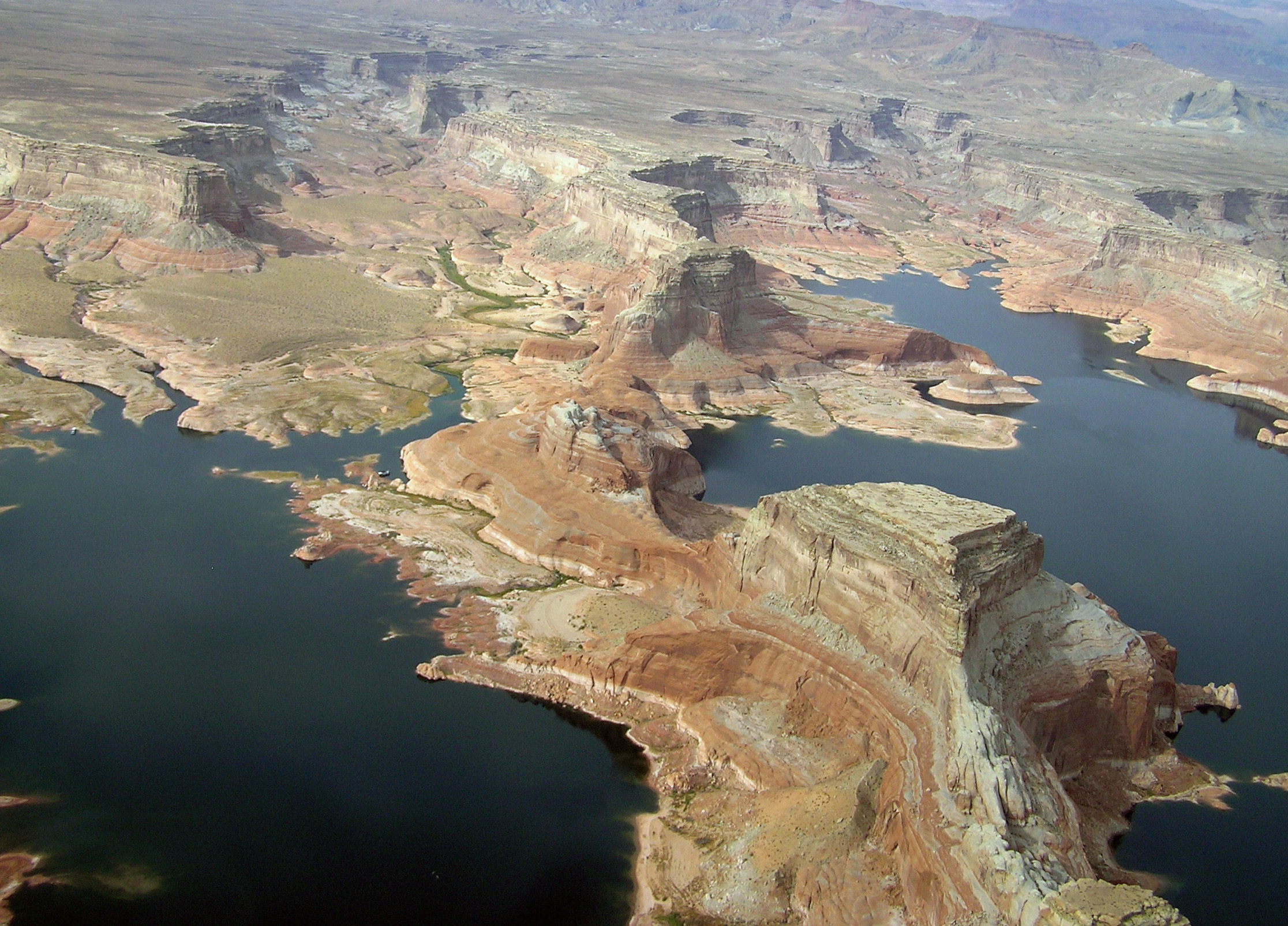

## Activités touristiques
Bien qu'une zone récréative apporte une protection au milieu naturel qu'il abrite, les conditions sont toutefois moins strictes que dans un parc national. Il a ainsi été possible d'y construire plusieurs marinas, campings et petits aéroports en vue de faciliter l'accès au lieu. Le lac Powell, qui a près de 3200 km de berges, est accessible au public pour des activités nautiques comme la nage, la pêche, les sports moteurs aquatiques, le kayak, etc. Un terrain de golf surplombe le barrage de Glen Canyon, le lac Powell et les falaises de Vermilion Cliffs. Les visiteurs peuvent également atteindre et visiter le monument national de Rainbow Bridge à partir de la zone récréative.